# Quyền Linh
Mai Huyền Linh (sinh ngày 28 tháng 7 năm 1969), thường được biết đến với nghệ danh Quyền Linh, là một nam diễn viên hài, diễn viên điện ảnh, nghệ sĩ kịch nói và người dẫn chương trình người Việt Nam, đồng thời là Đảng viên của Đảng Cộng sản Việt Nam. Từ năm 1992 đến nay, Quyền Linh đã tham gia diễn xuất trong hàng trăm phim điện ảnh lẫn truyền hình và được coi là một trong những diễn viên được yêu thích nhất tại Việt Nam. Ông cũng là nghệ sĩ giành được nhiều giải Mai Vàng nhất từ trước đến nay với tổng cộng 6 giải.
Ngoài công việc là diễn viên, Quyền Linh còn là một MC khi đảm nhiệm vai trò dẫn dắt cho hàng chục chương trình truyền hình ở hầu hết mọi thể loại. Riêng đối với chương trình Vượt lên chính mình do Quyền Linh làm đạo diễn và MC đã giành được 5 giải Mai Vàng từ năm 2005 đến 2008.
Hiện nay, nghệ sĩ ưu tú Quyền Linh đang là Phó Chủ tịch Hội Điện ảnh Việt Nam, Ủy viên Ban Chấp hành Hội Điện ảnh Thành phố Hồ Chí Minh, và là người trẻ tuổi nhất được bầu vào vị trí này. Năm 2007, ông được Hội Điện ảnh Thành phố bổ nhiệm vào vị trí giám đốc Hãng phim Gia Định. Ngày 10 tháng 10 năm 2009, Chi bộ Hội Điện ảnh TP. HCM đã tổ chức lễ kết nạp Quyền Linh vào Đảng Cộng sản Việt Nam.
Quyền Linh đã kết hôn và sinh được hai con gái là Thảo Linh (Lọ Lem), Thảo Ngọc (Hạt Dẻ). Từ năm 2019 đến nay, Quyền Linh còn là người đỡ đầu của nhóm nhạc O2O Girl Band.

## Tiểu sử và sự nghiệp

### Thời thơ ấu, học vấn
Quyền Linh sinh ngày 28 tháng 7 năm 1969 tại huyện Châu Thành, tỉnh Mỹ Tho (nay thuộc tỉnh Đồng Tháp), là anh cả trong một gia đình nông dân nghèo đông con. Năm 2 tuổi, sau khi cha mẹ ly dị, Quyền Linh và các em được mẹ và bà ngoại chăm sóc. Vài năm sau, mẹ ông đi bước nữa. Hoàn cảnh cha dượng ông cũng nghèo khó nên thời gian ngắn sau khi kết hôn, cả gia đình ông chuyển vào vùng kinh tế mới ở huyện Châu Thành, tỉnh Tiền Giang để sinh sống. Đến năm 1976, cha dượng ông qua đời vì tai nạn giao thông, cuộc sống của gia đình ông thời kỳ đó cực kỳ khó khăn khi phải sống trong một căn chòi chật hẹp và luôn chạy ăn từng bữa vì quá nghèo. Khi bị mẹ bắt nghỉ học, Quyền Linh đã năn nỉ để được học tiếp, ông làm và bán bánh phụ mẹ để kiếm thêm tiền trang trải cuộc sống.
Ông theo học tại trường Trung học phổ thông Nguyễn Đình Chiểu (Collegè de Mytho) là ngôi trường bậc nhất tại Mỹ Tho, Tiền Giang, do đam mê cải lương và kịch nói đồng thời có năng khiếu với những bộ môn nghệ thuật này, Quyền Linh được chọn để tham gia một khóa đào tạo ca múa nhạc, diễn kịch cấp tốc do Trường Nghệ thuật Sân khấu 2 đứng ra tổ chức. Khóa học diễn ra trong vòng 2 tuần, sau đó ông được tham dự một đợt tuyển sinh do đoàn nghệ sĩ của trường Nghệ thuật Sân khấu 2 tiến hành. Cuộc thi kết thúc, không nghĩ là mình trúng tuyển, Quyền Linh nộp đơn thi vào trường Trung cấp Y tế Tiền Giang, sắp đến ngày thi thì ông bất ngờ nhận được giấy báo trúng tuyển vào khoa Diễn viên sân khấu của Trường Nghệ thuật Sân khấu 2. Trong thời gian chờ nhập học, Quyền Linh tiếp tục lao động kiếm thêm tiền, khi được khoảng 2.000 đồng, ông bỏ ra mua thuyền để đánh bắt cá. Số tiền kiếm được sau 3 tháng chờ ngày nhập học, ông có số tiền nhỏ dành dụm cho gia đình và sắm trang phục mới.
Năm 1988, Quyền Linh bắt đầu một cuộc sống tự lập tại Thành phố Hồ Chí Minh. Nơi đang theo học, cùng khóa với ông là những nghệ sĩ thành danh sau này như: Ngọc Sơn, Lý Hải, Lê Tuấn Anh, Lý Hùng, Diễm Hương. Cuộc sống của một sinh viên nghèo như Quyền Linh gặp rất nhiều khó khăn, ông đã phải làm thêm rất nhiều việc khác để có tiền trang trải học phí cũng như sinh hoạt như bơm xe, bán ve chai và khuân vác. Đến năm học thứ 3, thông qua Hữu Châu, Quyền Linh lần đầu được tham gia diễn xuất khi đảm nhận vai quần chúng trong một bộ phim mà chỉ có thể nhìn thấy bóng lưng và vai phụ (lính canh) trong một vở kịch.
Năm 23 tuổi, Quyền Linh tốt nghiệp trường Nghệ thuật Sân khấu, đây cũng là thời kỳ khủng hoảng của sân khấu cả nước, đồng nghĩa với cơ hội được đứng trên sàn diễn của Quyền Linh hết sức khó khăn. Ít lâu sau, ông được nhận vào làm diễn viên quần chúng trong Đoàn kịch nói Kim Cương và phụ trách công tác hậu đài ở Đoàn kịch Trẻ. Tuy nhiên, do không có cơ hội để thể hiện sở trường của mình và thu nhập quá thấp, ông đã bỏ về làm ruộng tại quê nhà Tiền Giang. Sau 3 tháng ở quê, Quyền Linh cảm thấy tương lai không tốt đẹp hơn nên ông quay trở lại Sài Gòn, ông đăng kí học những lớp ngoài giờ ở trường.

### Sự nghiệp điện ảnh

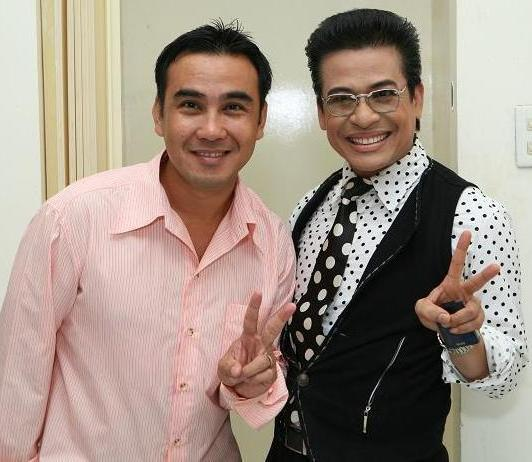
Quyền Linh và MC Thanh Bạch.

Năm 1992, Quyền Linh tham gia và đoạt giải 4 trong cuộc thi tuyển "Diễn viên điện ảnh triển vọng" được tổ chức tại khu du lịch Văn Thánh, giải thưởng tại cuộc thi này là một bước ngoặt lớn trong sự nghiệp của ông. Quyền Linh nhanh chóng được các đạo diễn chú ý đến, đầu tiên là một vai phụ trong bộ phim Khát vọng sống do Nguyễn Đạt Hải và Bùi Tuấn Dị làm đạo diễn, phim còn có sự góp mặt của các diễn viên khá nổi tiếng vào thời kỳ đó là Lê Công Tuấn Anh và Trịnh Kim Chi. Tuy nhiên khi đến ngày khởi quay thì Lê Công Tuấn Anh đột ngột bỏ vai, Quyền Linh được lên vai chính sau khi đã trải qua một cuộc thi tuyển với 10 người khác, đây cũng là vai chính đầu tiên mà ông được đảm nhận. Với số cát xê 1.200.000 đồng cho vai diễn, Quyền Linh có cơ hội tặng quà cho gia đình cũng như tự thưởng cho bản thân một chiếc xe đạp và một chiếc đồng hồ điện tử. Sau Khát vọng sống, Quyền Linh tiếp tục được mời diễn xuất trong các phim như: Hoa trinh nữ, Vườn đào năm ấy và Đứa con rơi, và đặc biệt là vai giả nữ trong phim Thời đại của đàn bà con gái.
Năm 1995, Quyền Linh đoạt Huy chương bạc tại Liên hoan Sân khấu kịch chuyên nghiệp Toàn quốc với vai "Soi" trong vở Bước qua lời nguyền, của đạo diễn Trần Ngọc Giàu, sau khi đoạt được giải thưởng này, ông quyết định tạm rời sân khấu kịch trong một thời gian để có thể chuyên tâm hơn cho sự nghiệp điện ảnh của mình. Cũng trong năm 1995, Quyền Linh được Hãng phim truyền hình Việt Nam, Đài Truyền hình Việt Nam mời tham gia diễn xuất trong bộ phim Người Hà Nội, phim do đạo diễn Hoàng Tích Chỉ thực hiện, ông vào vai Lãm, một anh bộ đội đã phục viên, tính cách gồ ghề, cá tính, song có tấm lòng hào hiệp. Bộ phim khi trình chiếu đã gây tiếng vang lớn, nhân vật Lãm với lối diễn xuất rất thật và có hồn do Quyền Linh đảm nhiệm đã để lại ấn tượng mạnh mẽ trong lòng khán giả, đây được đánh giá là bộ phim thành công nhất của ông từ khi bước chân vào sự nghiệp diễn xuất. Tham gia hàng loạt bộ phim sau đó như: Những đứa con của thần linh, Ngọc trảng thần công, Giọt lệ Hạ Long, Nhật thực làng Hạ, Bông hoa rừng Sác và các phim truyền hình Gió qua miền tối sáng và Ngày trở về. Quyền Linh đã dần khẳng định tên tuổi và tài năng của mình, ông là một trong số không nhiều các nam diễn viên được các nhà làm phim cả nghệ thuật lẫn thương mại mời chào.
Trong giai đoạn 1999 - 2001, Quyền Linh tham gia rất nhiều phim truyền hình nhiều tập. Trong phim Giao thời, Quyền Linh vào vai Thành, một anh chàng công nhân nghèo nhưng tốt bụng, ngày vẽ tranh, tối vá xe ở vỉa hè, mơ làm họa sĩ và rất yêu Kiều Hạnh (do Trương Ngọc Ánh thủ vai). Dù rất cảm mến Thành nhưng vì tham vọng giàu sang của mình, Kiều Hạnh đã bỏ anh để đến với một kẻ lắm tiền khác. Tuy buồn vì bị người yêu bỏ rơi nhưng Thành vẫn chung tình với mối tình đầu của mình. Một thời gian sau, hạnh phúc đã đến với anh khi em Kiều Hạnh là Kiều Lan (do Ngô Mỹ Uyên đóng vai) xúc động trước tâm hồn cao đẹp của Thành nên đã đem lòng yêu Thành, yêu nhau chưa được bao lâu thì bi kịch xảy ra khi Lan bị tai nạn và Thành là người đã ở bên cô cho đến khi cô hồi phục. Tiếp đến là vai diễn trong các phim: Giọt nước mắt giữa hai thế kỷ, Đồng tiền xương máu, Tiếng hú nơi hoang dã và Những nẻo đường phù sa.
Năm 1999, Quyền Linh diễn xuất trong phim Đồng tiền xương máu (đạo diễn Đinh Đức Liêm, Hãng TFS - Đài Truyền hình Thành phố Hồ Chí Minh sản xuất), ông vào vai Huy, một anh chàng kỹ sư chân chất, thẳng thắn, nhưng cả tin và có đôi lúc rất nhẹ dạ. Thành công với vai diễn này, Quyền Linh đã nhận được giải "Nam diễn viên được yêu thích nhất" của Hãng phim Truyền hình Thành phố Hồ Chí Minh (TFS), giải Mai Vàng cho "Diễn viên phim truyền hình xuất sắc nhất của năm", giải "Thần tượng" của báo Điện ảnh kịch trường và giải "Diễn viên được yêu thích nhất" của báo Mực Tím.
Năm 2000, Quyền Linh được đạo diễn Châu Huế mời vào vai Lê Thành Duy trong phim Con của sông Dinh. Nhờ vai diễn trong phim này, ông đã đoạt giải "Diễn viên thể hiện vai người chiến sĩ công an xuất sắc nhất" tại Liên hoan phim Việt Nam lần thứ 13.
Năm 2002, Quyền Linh được mời vào vai tướng Nguyễn Súy trong phim cổ trang Trùng Quang tâm sử của đạo diễn Trần Quang Đại, dựa trên tác phẩm cùng tên của Phan Bội Châu. Tuy nhiên các nhà làm phim lại nhầm lẫn nhân vật Nguyễn Súy với tướng Nguyễn Xí của khởi nghĩa Lam Sơn nên vai diễn của Quyền Linh bị ghi là Nguyễn Xí. Bộ phim được thực hiện trong vòng 2 năm và là một trong những phim cổ trang hiếm hoi của Việt Nam. Tham gia vai chính và là phim được Quyền Linh hy vọng nhất, mất nhiều công sức nhất nhưng Trùng Quang tâm sử khi công chiếu đã không được thành công như mong đợi, đồng thời nhận nhiều ý kiến phê bình của khán giả.
Tham gia một vài phim sau đó như Lục Vân Tiên, Khi đàn ông có bầu và Người Gác Mộ. Quyền Linh quyết định tạm ngừng đóng phim trong một thời gian để tập trung vào lĩnh vực mới là người dẫn chương trình. Năm 2008 đánh dấu sự trở lại của ông với điện ảnh sau hơn 3 năm vắng bóng với việc tham gia bộ phim truyền hình dài 65 tập Một ngày không có em, tuy chỉ là một vai phụ nhưng nhân vật "ông Thông" do Quyền Linh đảm nhiệm cũng đã gây nhiều ấn tượng với khán giả.

### Người dẫn chương trình
Năm 2004, Quyền Linh tham gia làm người dẫn chương trình Nhịp sống sôi động của Đài Truyền hình Thành phố Hồ Chí Minh, nhưng chương trình này đã không thành công như mong đợi, thậm chí ông đã từng không muốn nghĩ đến việc lấn sân sang các trò chơi truyền hình chỉ vì cảm thấy mình không có năng khiếu dẫn chương trình. Quyền Linh theo học khóa đạo diễn và chuẩn bị cho ra tác phẩm đầu tay. Năm 2005, Quyền Linh được đạo diễn Xuân Cường mời dẫn chương trình Vượt lên chính mình, do HTV và Công ty Cổ phần Truyền thông Đa phương tiện Lasta đồng thực hiện. Ban đầu, ông từ chối vì cảm thấy mình không có duyên với nghề này sau thất bại của Nhịp sống sôi động. Sau khi được Xuân Cường phổ biến nội dung, ông cảm thấy đồng cảm với những hoàn cảnh khó khăn trong chương trình nên nhận lời. Trong những ngày đầu phát sóng, Quyền Linh đã từng bị đánh giá là dẫn chương trình "cực kỳ phô và vụng về", nhưng sau đó ông đã nhanh chóng quen với vai trò mới này và dần tạo được sự chú ý với khán giả bằng lối dẫn mộc mạc, vui tính của mình. Liên tiếp trong giai đoạn 2005 - 2008, chương trình Vượt lên chính mình do Quyền Linh làm MC và đạo diễn đã giành được danh hiệu "Chương trình truyền hình xuất sắc nhất" và "Người dẫn chương trình xuất sắc nhất" tại Lễ công bố và trao giải Mai Vàng. Quyền Linh hiện cũng là nghệ sĩ giành được nhiều giải Mai Vàng nhất từ trước đến nay.
Với thành công ngoài dự kiến của Vượt lên chính mình, Quyền Linh tiếp tục đảm nhiệm vai trò MC cho hàng loạt chương trình truyền hình khác như: Tam sao thất bản, Ai là ai, Vì bạn xứng đáng (VTV3), Chúc mừng sinh nhật, Con đường chinh phục, Kế hoạch gia đình hạnh phúc, Siêu thị may mắn (HTV7), Vua bếp (HTV9), Chuyện không của riêng ai và Bạn muốn hẹn hò (HTV7). Năm 2006, ông được mời làm giám khảo cho cuộc thi "Người dẫn chương trình truyền hình" của Đài Truyền hình Thành phố Hồ Chí Minh và một cuộc thi tương tự do Đài Truyền hình Cần Thơ thực hiện.

## Đời sống riêng
Quyền Linh đã từng có một mối tình kéo dài 9 năm với Á hậu - Người mẫu Trịnh Kim Chi. Tuy nhiên, sau đó hai người đã tuyên bố chia tay. Tháng 1 năm 2004, Quyền Linh kết hôn với Dạ Thảo, là một khán giả mến mộ ông từ rất lâu.
Hai vợ chồng đã có với nhau hai con gái, tên là Mai Thảo Linh và Mai Thảo Ngọc. Ngoài ra, Quyền Linh còn có một người em trai là đạo diễn Quyền Lộc.

## Danh sách phim
Tiêu biểu
| - Thời thơ ấu (1994) - Người Hà Nội (1996) - Người tốt một ngày (1996) - Giọt nước mắt giữa hai thế kỷ (1997) - Tình đất lòng người (1997) - Những nẻo đường phù sa (1997) - Gió qua miền tối sáng (1998) - Đồng tiền xương máu (1999) - Ba lẻ một (1999) - Giao thời (2000) - Con của sông Dinh (2000) - Trùng Quang tâm sử (2002) - Đâu phải vợ người ta (2002) - Một thời ngang dọc (2003) - Lời thề Đất Mũi - Lục Vân Tiên (2004) - Người gác mộ (vai Năm Bờ) (2005) - Ngũ quái Sài Gòn (2006) - Một ngày không có em (2008) - Đại gia đình (2010) - Hạnh phúc quanh đây (2011) - Làm đẹp ăn tết (2012) | - Khát vọng sống - Anh hùng bản sắc 3 (1989) - Khát vọng sống (1992) - Thời đại của đàn bà con gái (1993) - Hoa trinh nữ - Vườn đào năm ấy (1994) - Những đứa con rơi - Ngày trở về - Những đứa con của thần linh - Ngọc trảng thần công - Giọt lệ Hạ Long (1995) - Nhật thực làng Hạ - Bông hoa rừng Sác (1995) - Tiếng hú nơi hoang dã (2003) - Những tay chơi ngoại hạng (2004) - Khi người ta yêu (2004) - Khi đàn ông có bầu (2005) - Hai Muối (2024) - Chốt đơn! (2025) |

## Kịch nói
Tiêu biểu
- Bước qua lời nguyền (1995)
- Ai cưới? Cưới ai? - vai Đức (1996)
- Người đẹp và tên trùm (2002)
- Hỡi người hùng của em (2004)
- Cuộc gặp gỡ ly kỳ (2004)
- Chuyện tình lạ (2006)
- Người chồng bất đắc dĩ (2007)
- Trai nhảy (2008)
- Tả quân Lê Văn Duyệt (2008)
- Người mang 9 án tử hình (2008)
- Thần Tài (2009)
- Lôi Vũ – vai Chu Xung
- Huyền thoại mẹ
- Bông hồng cài áo
- Chồng của vợ tôi
- Ngao sò ốc hến
- Hoa cau vườn trầu
- Và nhiều vở kịch khác

## Một số chương trình nổi bật
- Tìm kiếm Tài năng Việt Nam - Vietnam's Got Talent mùa 1
- Vượt lên chính mình
- Tam sao thất bản
- Gia đình tài tử
- Vì bạn xứng đáng

## Giải thưởng
- Giải 4 trong cuộc thi tuyển "Diễn viên điện ảnh triển vọng" được tổ chức tại khu du lịch Văn Thánh
- Huy chương bạc tại Liên hoan Sân khấu kịch chuyên nghiệp Toàn quốc với vai "Soi" trong vở Bước qua lời nguyền, của đạo diễn Trần Ngọc Giàu
- Giải Mai Vàng cho "Diễn viên phim truyền hình xuất sắc nhất" của năm 1999
- Giải "Thần tượng" của báo Điện ảnh kịch trường
- Giải "Diễn viên được yêu thích nhất" của báo Mực Tím
- Giải "Diễn viên thể hiện vai người chiến sĩ công an xuất sắc nhất" tại Liên hoan phim Việt Nam lần thứ 13
- Danh hiệu "Chương trình truyền hình xuất sắc nhất" – Đạo diễn
- "Người dẫn chương trình xuất sắc nhất" tại Lễ công bố và trao giải Mai Vàng
- Giải Nghệ sỹ vì cộng đồng tại giải Mai Vàng